# هلیله
هلیله، روستایی است از توابع بخش مرکزی در شهرستان بوشهر استان بوشهر ایران.
روستای هلیله در حدود ۲۰ کیلومتری جنوب غربی بندر بوشهر واقع گردیده است. نیروگاه اتمی بوشهر در مجاورت این روستا واقع شده است. منطقه هزارمردان در این روستا بسیار مشهور است.
این روستا در دهستان حومه بوشهر قرار داشته و بر اساس سرشماری سال ۱۳۸۵ جمعیت آن ۱۹۸۶ نفر (۴۶۸ خانوار) بوده است.
بر اساس سرشماری سال ۱۳۹۱ جمعیت این روستا ۲۲۱۲ نفر می‌باشد.

## پیشینه
در برخی از متون قدیمی جغرافیایی عربی و فارسی از شهری به نام «بی شهر» یا «بهشر» در شبه جزیره نام برده شده است. مؤلف ناشناخته کتاب «حدودالعالم من الشرق الی المغرب» که آن را در سال ۳۷۲ ه‍.ق /۹۸۲ م. نگاشته است در این باره می‌نویسد: «بهشر شهرکی است خرم میان سنیز و ارگان». به نظر می‌رسد که بر اساس این آدرس، مکان این شهر در استان امروزی خوزستان می‌بایستی باشد، اما «عبدالحسین احمدی ریشهری» محقق و مورخ بوشهری جای آن را در بوشهر می‌داند و می‌نویسد: «بوشهر قدیم (همان بی شهر) از آغاز سلطنت خسرو انوشیروان ساسانی به بعد – به خاطر چاه‌های آب شیرین آن جا، رونق اقتصادی بیشتری نسبت به روشهر (ری شهر) پیدا کرده است. گمان بسیار می‌رود که «روشهر» (ری شهر) در دوران فرمانروایی ساسانیان مرکز حکومت و نشستنگاهِ «شهرک» مرزبان پارسی بوده و بوشهر (بی شهر) نیز به عنوان یک محدوده مرزی، به مرزداری اشخاصی با لقب «هزارمرد» محسوب می‌شده است. گواه نزدیک به اثبات این مدعا، وجود سرزمین باستانی «هزارمردان» واقع در شمال هلیله امروزی می‌باشد که هنوز نام و نشانش بر زبان اهالی هلیله باقی است و «هزارمرد» نیز لقبی بوده است که پادشاهان ساسانی به سرداران و حاکمان شهرها می‌داده‌اند. به هر حال منطقه‌ای به نام «بی شهر» یا «بید شهر» در شبه جزیرهٔ بوشهر، حد فاصل هلیله تا امامزاده امروز، بوده و تا اوایل سلطنت سلسلهٔ قاجاریه نیز روستایی به همین نام در این منطقه وجود داشته و هم‌اکنون (سال ۱۳۸۴) بقایای این شهر کوچک ساسانی در منطقهٔ مورد نظر، قابل مشاهده است.

## وضعیت ساکنین هلیله و بندرگاه
روستاهای هلیله و بندرگاه در استان بوشهر، با پیشینه‌ای تاریخی، سال‌هاست که به دلیل همجواری با نیروگاه اتمی بوشهر در وضعیت تعلیق به سر می‌برند. این دو روستا که در گذشته از منابع طبیعی و کشاورزی غنی برخوردار بودند، با احداث نیروگاه از دهه ۱۳۵۰ دستخوش تغییرات گسترده‌ای شدند. بر اساس استانداردهای بین‌المللی، سکونت در محدوده نزدیک نیروگاه‌های اتمی ممنوع است، اما با گذشت بیش از چهار دهه، تکلیف ساکنان این مناطق همچنان نامشخص باقی مانده است.
مردم این روستاها از نبود امکانات اولیه مانند آب، برق، مدرسه و خدمات بهداشتی رنج می‌برند. مشکلات روانی ناشی از ترس از تشعشعات هسته‌ای، ناامیدی از آینده، و عدم امکان توسعه و ساخت‌وساز در منطقه، تأثیرات منفی زیادی بر روحیه مردم گذاشته است. دولت تصمیم به تعیین تکلیف این روستاها گرفته و ممنوعیت‌ها را لغو کرده است. بر اساس این تصمیم، ساکنان می‌توانند در منطقه بمانند یا با دریافت هزینه‌ای مشخص نقل مکان کنند. با این حال، نگرانی‌های مردم دربارهٔ تأثیرات احتمالی نیروگاه بر سلامت آن‌ها و عدم شفافیت در ارائه اطلاعات علمی، همچنان باقی است.